# Julian Will
Julian Will (* 7. Dezember 1890 in Liczyszewy, Kreis Lipno; † 19. Oktober 1941 in Schwetz) war ein Lehrer und Abgeordneter der deutschen Minderheit im polnischen Sejm.

## Leben
Julian Will war der Sohn der unbemittelten Landleute Hermann Will und Karoline Will, geb. Telke. Er wuchs mit drei Sprachen (Deutsch, Polnisch, Russisch) auf. Nach der Elementarschule konnte er sich so viel Wissen selbst aneignen, dass er 1911 am russischen Lehrerseminar in Wymyslin bei Lipno die Volksschullehrerprüfung bestand. Anschließend war er bis 1919 Lehrer an der Volksschule in Barany bei Lipno. Er beteiligte sich aktiv an der Deutschtums-Bewegung; so war er Vorstandsmitglied des Deutsch-Evangelischen Landesschulverbandes, der 1917 in Lodz gegründet worden war. 
1919 wurde Will als Lehrer entlassen, er fand aber im deutschen privaten Mittelschulwesen eine neue Anstellung. Außerdem war er beim Aufbau der evangelisch-augsburgischen Kirche in Polen aktiv. Zwischen 1924 und 1926 legte er weitere Prüfungen ab, um auf Deutsch und im Fach Deutsch unterrichten zu können. Von 1925 bis 1928 studierte er Theologie an der theologischen Hochschule der evangelisch-lutherischen Freikirche in Berlin-Zehlendorf. Seit 1912 betätigte er sich auch publizistisch; so veröffentlichte er in verschiedenen Zeitungen eigene Gedichte.
Von 1928 bis 1930 war Will als Vertreter des Wahlkreises Konin, Kolo-Slupca und Leczyca Abgeordneter im polnischen Sejm. In der politischen Arbeit konnte er danach nicht wieder richtig Fuß fassen, so dass er 1933 in den Lehrerberuf zurückkehrte. Zwei Schulen, die er nacheinander leitete, wurden jedoch jeweils von den polnischen Behörden geschlossen. 
Da Will sich nach dem deutschen Überfall auf Polen für einen Ausgleich mit Polen einsetzte, wurde er auch von den Nationalsozialisten als Schulleiter abgesetzt und an eine einklassige Dorfschule versetzt. Später konnte er an die Heinrich-von-Plauen-Oberschule in Schwetz wechseln.
Im Oktober 1941 beging Julian Will Selbstmord.